# Ram Rahman
Ram Rahman (ur. 1955) – indyjski fotograf, kurator. Mieszka i tworzy w Delhi.

## Życiorys
Urodzony w 1955 jako syn tancerki Indrani Rahman oraz architekta Habiba Rahmana. Studiował fizykę na Massachusetts Institute of Technology. Następnie ukończył projektowanie graficzne na Yale University School of Art w 1979. Współzałożyciel oraz działacz organizacji Safdar Hashmi Memorial Trust (SAHMAT) zajmującej się wykorzystaniem sztuki jako narzędzia oporu społecznego. Kurator wystawy The Sahmat Collective: Art and Activisn in India since 1989 w Smart Museum of Art w Chicago pokazującej dwie dekady postaw artystów indyjskich wobec polityki.

## Wystawy
- 2022 - L’Asie maintenant, Musée Guimet, Paryż[3]
- 2017 - Photography and design activism in India, Centre Pompidou, Paryż[4]
- 2011 - Imaging Delhi, India International Centre, Delhi[5]
- 2009 - Street Smart, Duke University, Raleigh[6]
- 2008 - Bioscope : Scenes from an Eventful Life, Bodhi Arts Gallery, Rabindra Bhavan, New Delhi[7]

## Publikacje
- Ram Rahman (red.): Sunil Janah: Photographs 1940–1960. Noida: Swaraj Art Archive, 2014. ISBN 978-81-929202-0-7. (ang.).
- Ram Rahman: A journey of resistance. W: Jessica Moss, Ram Rahman (red.): The Sahmat Collective: Art and Activism in India since 1989. Chicago: The Smart Museum of Art, 2013. ISBN 978-0-935573-53-4. (ang.).
- Ram Rahman: Defending Husain in the public sphere: the Sahmat experience. W: Sumathi Ramaswamy (red.): Barefoot across the nation : Maqbool Fida Husain and the idea of India. New York: Routledge, 2010. ISBN 978-0-415-58594-1. (ang.).

## Nagrody
W 2014 otrzymał nagrodę 'Forbes India Art Award' za najlepszą zagraniczną wystawę poświęconą sztuce indyjskiej.